# Kaljazin
Kaljazin (ruski:Калязин) je grad u Tverskoj oblasti u Rusiji. Nalazi se na rijeci Volzi, na njenoj desnoj obali, (kod Ugličke vodospreme, na 57° 14' sjever i 37° 51' istok. U gradu se nalazi ušće rijeke Žabe, desne pritoke rijeke Volge.
Broj stanovnika: 14.800
U 12. stoljeću se javlja na mjestu današnjeg Kaljazina naselje ljudi 
koji su bili oslobođeni od plaćanja danka (takva naselja su 
se zvala sloboda). Važnost ovog grada je rasla s utemeljenjem kaljazinskog samostana sv. Trojstva (Makarijevski samostan) 
na suprotnoj obali Volge u 15. stoljeću. Godina osnutka pravog Kaljazina se uzima 1434. godina. Gradski status stječe 1775. godine (kotarski grad).
U gradu Kaljazinu je željeznička postaja, koja se nalazi na pruzi 
Moskva-Sonkovo-Petrograd. A ima odvojak od Kaljazina za Uglič - 47 km.
Od gospodarstva, u Kaljazinu ima proizvodnja obuće, konfekcije, sušenog povrća, prerada lana.
Strojarska srednja škola.
Etnografski muzej (arhitekturni, keramički, skulpturni komadići freske i iz samostana sv. Trojstva, primijenjena umjetnost iz 18. – 19.st.)

## Zanimljivosti
Dio starog grada je potopljen prigodom izgradnje Ugličke hidroelektrane. Tako sada do Kaljazina stoji potopljena kapela usred rijeke Volge.
Samostan (kompleks iz 16. – 17.st.) i druge stare građevine su se našle u vodospremi. Sačuvani su zvonik katedrale sv. Nikole (iz 1800., temelji su pod vodom) te kompleks crkve Uznesenja i stambene kuće iz 18. i 19.st.
Vremenska zona: Moskovsko vrijeme